# Marcelino Galatas
Marcelino Galatas Rentería, conocido en el mundo del fútbol como Galatas, (Manila, Filipinas, 2 de abril de 1903 - Benalmádena, España, 8 de abril de 1994) fue un futbolista internacional español de la década de 1920. 

## Biografía
Galatas nació en Filipinas, pocos años después de que este país dejara de ser colonia española, en el seno de una familia de origen vasco. Su carrera futbolística y la mayor parte de su vida se desarrollaron sin embargo en España.
Marcelino Galatas fue enviado por su familia a estudiar a España y más concretamente al País Vasco. Tras completar estudios primarios y secundarios se orientó hacia el estudio de la carrera de Ingeniería Industrial, que comenzó a cursar en Bilbao.
Galatas llegó a debutar con el Athletic Club al principio de su carrera como futbolista. Según una entrevista que le hicieron a Galatas en 1969 fue la lesión del interior izquierdo del Athletic, Laca, la que obligó a los bilbaínos a echar mano del que entonces apenas era un chavalito de 16 años al que ofrecieron jugar con los leones. En las estadísticas de la web del Athletic aparece jugando un partido del Campeonato Regional de Vizcaya frente a la Sociedad Deportiva Deusto en la temporada 1920-21 (Laca también aparece jugando aquel partido).
Durante los siguientes años juega para la S. D. Deusto, equipo ligado al ambiente universitario vizcaíno, con el que disputa la máxima categoría del campeonato regional vizcaíno. El joven Galatas deslumbró a los aficionados con su calidad y le ofrecieron fichar por numerosos equipos vascos, ya que tuvo ofertas del propio Athletic Club, el Club Atlético Osasuna, el Tolosa CF, el Club Deportivo Esperanza y la Real Sociedad.
En 1923 deja la S. D. Deusto y ficha por la Real Sociedad de San Sebastián. A pesar de que Galatas residía en Bilbao por motivos de estudio, el jugador aceptó jugar con la Real Sociedad. Pesaron en este fichaje que su familia era guipuzcoana y que la Real aceptó las condiciones que pidió Galatas, esto es que le eximieran de la obligación de entrenar y que le pagaran tanto como le pagaban en aquel entonces a Ricardo Zamora. Desde San Sebastián se le mandaba a Bilbao además un coche descapotable blanco para que le recogiera y le llevara a jugar.
Con los donostiarras estuvo jugando durante 4 temporadas, entre 1923 y 1927. Disputó un total de 53 partidos oficiales y marcó 18 goles. Con la Real ganó el campeonato regional de Guipúzcoa en 1925.
Para aquel entonces Galatas había cambiado ya Bilbao por Madrid como lugar de sus estudios. Durante cierto tiempo estuvo desplazándose regularmente de Madrid a San Sebastián en tren para seguir jugando por la Real en partidos oficiales. Mientras tanto, desde la temporada 1925-26 y con permiso de la Real, jugaba con el Atlético de Madrid (entonces Athletic Club de Madrid) en partidos amistosos. Incluso estuvo a punto de irse de gira con el Athletic de Madrid a América en una ocasión 
De cara a la temporada 1927-28 se integró ya oficialmente en la disciplina del Athletic de Madrid disputando las dos competiciones oficiales existentes entonces, con los atléticos. Su bagaje con el Athletic madrileño es de 21 partidos oficiales y 4 goles durante esa temporada. El Athletic ganó el Campeonato Regional Centro esa temporada, pero en la Copa realizó un papel muy discreto sin pasar de la fase de grupos. Galatas colgó las botas al acabar la temporada 1927-28. 
Tras acabar la carrera de ingeniería industrial se marchó a Filipinas donde estuvo viviendo durante dos décadas. Tras ese tiempo regresó a España asentándose en Madrid.

## Selección nacional
Fue internacional con la Selección de fútbol de España en 1 ocasión, sin marcar ningún gol.
Su único partido fue en Santander el 17 de abril de 1927 en el España 1-0 Suiza. Se trató de un encuentro amistoso.

## Clubes
| Club               | País   | Año       |
| ------------------ | ------ | --------- |
| Athletic Club      | España | 1920-1921 |
| SD Deusto          | España | 1921-1923 |
| Real Sociedad      | España | 1923-1927 |
| Athletic de Madrid | España | 1927-1928 |

## Palmarés

### Campeonatos regionales
| Título                           | Club               | País   | Año       |
| -------------------------------- | ------------------ | ------ | --------- |
| Campeonato Regional de Vizcaya   | Athletic Club      | España | 1920-1921 |
| Campeonato Regional de Guipúzcoa | Real Sociedad      | España | 1924-1925 |
| Campeonato Regional Centro       | Atlético de Madrid | España | 1927-1928 |

## Curiosidades
- Galatas era muy conocido por ser un acérrimo seguidor de la selección española, a la que seguía en todos sus desplazamientos.[5]
- Su hija Mari Cruz es autora del libro Con Chelín Galatas todavía, que trata sobre Marcelino Galatas.